# William Henry Thompson
William Henry Thompson, född 14 december 1853 i Perrysville, Ohio, död 6 juni 1937 i Grand Island, Nebraska, var en amerikansk demokratisk politiker och jurist. Han representerade delstaten Nebraska i USA:s senat 1933-1934.
Thompson avlade 1877 juristexamen vid State University of Iowa och inledde sedan sin karriär som advokat i Iowa. Han flyttade 1881 till Nebraska och tjänstgjorde som borgmästare i Grand Island 1895-1898. Han förlorade guvernörsvalet i Nebraska 1902 mot republikanen John H. Mickey.
Thompson tjänstgjorde som domare i Nebraskas högsta domstol 1924-1931. Senator Robert B. Howell avled 1933 i ämbetet och guvernör Charles W. Bryan utnämnde Thompson till senaten. Han efterträddes året efter av Richard C. Hunter. Thompson avled 1937 och gravsattes på Grand Island Cemetery i Grand Island.